# Harmersdorf (Gemeinde Hürm)
Harmersdorf ist eine Ortschaft und eine Katastralgemeinde in der Marktgemeinde Hürm in Niederösterreich. Die Ortschaft hat 117 Einwohner (Stand 1. Jänner 2024).

## Geografie
Das Dorf liegt einen Kilometer westlich von Hürm an der Abzweigung nach Sooß und Siegendorf. Weiter südlich fließt der Hürmbach am Ort vorbei.

## Geschichte
Im Franziszeischen Kataster von 1821 ist Harmersdorf als kleines Haufendorf mit einigen Gehöften beiderseits der Straße verzeichnet. Laut Adressbuch von Österreich waren im Jahr 1938 in Harmersdorf ein Gastwirt, ein Schuster, ein Viehhändler und mehrere Landwirte ansässig.